# A Cinderella Story: Once Upon a Song
A Nova Cinderela: Era Uma Vez Uma Canção é um filme dos Estados Unidos lançado diretamente em vídeo em 2011. É estrelado por Lucy Hale e Freddie Stroma.

## Enredo
Katie é uma jovem órfã de pai e mãe que por isso vive com sua madrasta Gail, seu meio-irmão Vítor e sua meia-irmã Bev, que faz com que ela seja a sua empregada, caso o contrário a mandaria para um orfanato e ela não teria dinheiro para a faculdade.
Katie sonha em ser uma artista famosa, então coloca uma fita demo na pasta de um produtor musical muito famoso, pai de Luke, um dos garotos mais populares da escola por quem ela se apaixona depois de descobrir que ele gosta de cantar e que por sinal tem muito talento como ela. Enquanto isso Bev também sonha em ser uma cantora famosa, mas ela não possui talento.
O produtor-musical gosta da música de Katie e liga para Gail querendo fazer um contrato, mas ela mente e diz que a voz era de Bev e Katie era quem estava mentindo, Luke então se apaixona por Bev achando que a voz era dela, Katie então é obrigada a aceitar. Depois, no baile da escola sua melhor amiga, Ângela distrai Gail com um desafio de dança enquanto Katie leva Luke para fora do salão e canta para, depois ele acha que foi Bev quem cantou para ele (já que Katie estava com um pano tampando o rosto para que Gail não a visse), ele fica  ainda mais apaixonado por Bev.
Ele então a convida para cantar num show que seu pai estava organizando para cantores amadores, Katie é obrigada a cantar, senão sua amiga Ângela será expulsa da escola em que Gail é diretora, assim ela não poderá entrar na faculdade, caso Katie não queira cantar, mas Luke entra nos bastidores e vê Katie cantando e descobre o que se passava até então, ele pega uma câmera e começa a filmar Katie então todo mundo descobre a farsa de Bev e Gail, Katie acaba fazendo um show com a música da fita-demo que ela mandou para o pai de Luke.

## Elenco
- Lucy Hale ... Katie Gibbs
- Freddie Stroma ... Luke Morgan
- Missi Pyle ... Gail Van Ravensway
- Megan Park ... Beverly "Bev" Van Ravensway
- Jessalyn Wanlim ... Angela
- Matt Lintz ... Victor Van Ravensway
- Manu Narayan ... Ravi/Tony.
- Titus Makin Jr. ... Mickey O' Malley
- Dikran Tulaine ... Guy Morgan
- Onira Tares ... Garota maluca

## Recepção
O filme recebeu críticas mistas, embora não criticado pelo Metacritic. Ele alcançou 50% no Rotten Tomatoes. Mike McGranaghan do The Aisle Seat marcou o filme com uma estrela e meia de cada quatro, dizendo: "A Nova Cinderela: Era Uma Vez Uma Canção é como uma versão do filme ICarly ou Brilhante Victória, ou qualquer outros daqueles [filmes] de shows de menina adolescente que combina amplo humor físico, expressões leves de púberes, sexualidade e fantasias de se tornar famosa". O DVD Sleuth deu ao filme 1 de 2 estrelas.

## Trilha Musical
- Make you Believe - Lucy Hale
- Bless Myself - Lucy Hale
- Run This Town - Lucy Hale
- Possibilities - Freddie Stroma
- Knockin - Freddie Stroma
- Extraordinary - Lucy Hale[4]